# Metro Bank
«Metro Bank» (произносится Метробанк) — английский коммерческий банк созданный в 2010 году. Первый новый банк Великобритании, открытый с 1872 года.

## История
Первое отделение банка открылось 29 июля 2010 года в лондонском районе Холборн. Открытие банка сопровождалось необычной рекламной кампанией, включавшей раздачу печенья собакам посетителей и бесплатные завтраки для клиентов. Со слов основателя банка Вернона Хилла, банк «намерен превратить клиентов в фанатов».
В 2013 году в Слау открылось отделение банка, ориентированное на обслуживания водителей, в этом отделении можно получить банковские услуги, не выходя из автомобиля.

## Деятельность
Банк предоставляет полный спектр банковских услуг как для юридических, так и для физических лиц. В основе бизнес-плана банка лежит модель, ориентированная на розницу, уже использовавшаяся Хиллом в 1973 году при создании американского Commerce Bank.
В отличие от других британских банков, Metro Bank работает семь дней в неделю, при этом в рабочие банк открывается раньше других банков, а закрываться позже. Помимо необычных для Великобритании рабочих часов, Metro Bank делает акцент на скорости обслуживания клиентов и ряд дополнительных услуг, так к примеру в отделениях банка установлены автоматы по бесплатному подсчету и обмену мелочи, в любое отделение банка также можно прийти с собакой.
В планах банка в течение десяти лет открыть до двухсот отделений и в долгосрочной перспективе захватить до 10 % рынка розничного и коммерческого кредитования Великобритании.

## Критика
Ряд аналитиков полагает, что ставки, которые предлагает Metro Bank, могут не помочь ему в конкурировать с крупными игроками банковского сектора Великобритании.

В сфере банковских услуг очень невелика возможность конкурировать по цене, поэтому основной упор в маркетинге делается на предоставлении услуг, которые клиенту будут больше нравиться по форме и не обязательно по содержанию— Евгений Ниворожкин, профессор Университетского колледжа Лондона
Однако по словам того же Евгения Ниворожкина, многие британцы сегодня недовольны качеством банковских услуг, и у банка есть шанс «украсть клиентов у традиционных английских банков», при этом профессор соглашается со сложностью конкурирования маленького банка и, по его мнению, есть вероятность того, что, набрав некоторое количество клиентов, в будущем «Metro Bank» будет поглощен другим банком.

Какие бы преимущества банк ни предлагал, одним из самых важных факторов для клиентов остается хорошая процентная ставка— Мишель Слэйд, представитель компании Moneyfacts
.